# Molophilus (Molophilus) sponsus
Molophilus (Molophilus) sponsus is een tweevleugelige uit de familie steltmuggen (Limoniidae). De soort komt voor in het Neotropisch gebied.